# Ivy Bottini
Ivy Bottini, (Nova York, 15 d'agost de 1926 - Florida, 25 de febrer de 2021), va ser una militant dels drets de les dones i de les persones LGBT estatunidenca. Va ajudar a la fundació de la National Organization for Women de la qual va presidir la secció novaiorquesa de 1968 a 1970 abans de ser expulsada a causa de la seva homosexualitat.
Ivy Bottini va ser una figura important en la lluita contra la sida i els drets de les persones seropositives a Los Angeles. Va fundar diverses organitzacions i es va oposar als polítics homòfobs. També té un paper important en el suport a la gent gran. En particular, va crear Gay &amp; Lesbian Elder Housing, el primer complex d’habitatges per a gent gran LGBT del país.

## Joventut i formació
Del 1944 al 1947, Ivy Bottini va assistir a l' Institut Pratt, on va obtenir un certificat de gràfisme publicitari i il·lustració. També va estudiar teatre al Institut Lee Strasberg de Teatre i Cinema i va muntar un espectacle personal, The Many Faces of Women, representat a tot el país.
Ivy Bottini va treballar durant 16 ans a la redacció del diari Newsday, fins que es va traslladar a Los Angeles el 1971.

## Activisme

### Nacional Organization for Women
Una companya, Dolores Alexander, presenta Ivy Bottini als membres de la National Organization for Women (NOW). Coneix a la presidenta de l'organització Betty Friedan i creu que Ivy Bottini hi podria ser útil. Aquesta última va ajudar a fundar el grup de Nova York el 1966. Es va convertir en presidenta d'aquesta secció el 1968 i es va declarar lesbiana. Va deixar el seu marit, Edward Bottini, casat el 1951 i es va traslladar amb la seva parella a Nova York.
L'any 1969, Ivy Bottini concep el logo de Nacional Organization for Women que és encara utilitzat avui. Fa, el mateix any, el seminari « El lesbianisme és una qüestió feminista ? » És la primera vegada que les preocupacions lesbianes són introduïdes al grup.
L'any 1970 organitza una manifestació al peu de l'Estàtua de la Llibertat on els membres de NOW esgrimeixen una immensa banderola sobre la qual posa « Les dones del món unides ! » Alguns mesos més tard, la fundadora Betty Friedan expulsa les lesbianes de la secció novaiorquesa de l'associació, inclosa Ivy Bottini

### A Los Angeles
Ivy Bottini es va traslladar a Los Angeles el 1971. Va fundar la AIDS Network LA, la principal organització de serveis de la SIDA de la ciutat, i el Comitè assessor de lesbianes / gais de Los Angeles. El 1977, va crear i organitzar el primer programa de ràdio lesbiana en una xarxa convencional (KHJ a Los Angeles).
El 1978 es va convertir en directora adjunta pel sud de Califòrnia en la campanya contra la Iniciativa Briggs, que intentava prohibir a les persones LGBT ensenyar a les escoles públiques. Després va presidir la campanya contra Lyndon LaRouche. La iniciativa número 64 de LaRouche, que no es va adoptar, tenia com a objectiu posar en quarantena les persones amb sida.
El 1981, Ivy Bottini va ser nomenada pel llavors governador Jerry Brown, comissària de la Comissió de l'Envelliment de Califòrnia. És la primera lesbiana designada per a un consell o comissió estatal.
El 1983, va cofundar AIDS Project Los Angeles. Després, el 1993, va crear Gay &amp; Lesbian Elder Housing. L'organització sense ànim de lucre desenvolupa el primer complex d'allotjament per a gent gran gais i lesbianes del país. Des del 1998 fins al 1999, va copresidir el grup de treball sobre drogodependències i va crear el comitè ad hoc de la ciutat de West Hollywood, per donar a conèixer la qüestió de la violència en les parelles LGTB.
També el 1999 va assumir la presidència de la conferència nacional anual de NOW, anomenada Pioneer Reunion, a Beverly Hills. També va copresidir el comitè assessor de lesbianes i gais de la ciutat de West Hollywood del 2000 al 2010.
El 2001, va formar part de la Coalició per als Drets LGBT, que va donar naixement a l'Alliance for Diverse Community Aging Services, una organització fundada per ajudar les persones grans LGBT per obtenir millors pensions.
El 2011 va dissenyar samarretes per a la Dyke March a Los Angeles.
Actualment promou amb The Lavender Effect un museu d'història LGBT a Los Angeles. També dona suport al projecte d'un monument commemoratiu de la sida a West Hollywood.

## Reconeixement
Els seus escrits i alguns enregistraments d'àudio estan en mans de ONE National Gay and Lesbian Archives
El 2009, a la pel·lícula On These Shoulders We Stand apareixen Ivy Bottini i deu activistes LGBT més del primer moviment de drets LGBT de Los Angeles. Participa en un projecte d’història oral de The Lavender Effect, que documenta la seva vida personal i el seu treball com a activista.
Les seves memòries, The Liberation of Ivy Bottini: A Memoir of Love and Activism, són publicades per Bedazzled Ink Publishing Company l'any 2018.

## Distincions
- El 1991, Ivy Bottini va rebre el premi a la millor interpretació de Drama Logues per Against the Rising Sea[24]
- El 1998 es va crear el Teatre Ivy en honor seu a West Hollywood
- El 2007, va rebre el Morris Kight Lifetime Achievement Award del Los Angeles Pride March[25]